# Aicha (Niederwinkling)
Aicha ist ein Gemeindeteil von Niederwinkling im niederbayerischen Landkreis Straubing-Bogen.
Das Dorf liegt auf der Gemarkung Waltendorf am Lohgraben.

## Geographie
Aicha liegt im Urstromtal der Donau auf durchschnittlich etwa 314 m ü. NHN. Damit liegt der Ort um ca. 2 bis 3 Meter über dem Normalpegel der Donau (auf Höhe Pfelling). Wie auch die anderen Orte im eingedeichten Polder Sulzbach besteht für Aicha die Gefahr, bei außergewöhnlichen Hochwasserereignissen, wie etwa dem Donauhochwasser 2013, überschwemmt zu werden.
Aufgrund der Lage im ehemaligen Schwemmland der Donau ist die Landschaft um Aicha flach und durchzogen von zahlreichen Entwässerungsgräben. Der größte davon ist der Lohgraben, der das ganze Jahr Wasser führt und im Ortskern zu einem kleinen See aufgestaut ist. Darüber hinaus wurde hier wie auch im umliegenden Gebiet in der Vergangenheit Kies abgebaut. Zu sehen ist dies noch an mehreren kleineren Kiesweihern, die heute meist für die Freizeitfischerei genutzt werden.

## Geschichte
Der Ortsname Aicha geht vermutlich auf einen Eichenwald bzw. -hain an der Stelle des Ortskernes zurück.

## Natur
Das Ortsgebiet ist zum größten Teil von landwirtschaftlicher Nutzfläche bestimmt. Im Bereich des Lohgrabens sind dies vorwiegend Wiesen. Auf den entwässerten, höher gelegenen Flächen dominiert der Ackerbau. Der fruchtbare, wenn auch lehmig schwere Auboden des „Heiwisch“ wird vorwiegend zum Anbau von Getreide, Raps und Hackfrüchten genutzt. Besondere Bedeutung hat der Maisanbau, der in manchen Jahren dazu führt, dass die Zufahrt zum Ort einem Tunnel gleicht (Vermaisung).
Im Osten grenzt der Ort an ein größeres Forstgebiet, das sogenannte „Brackerloher Holz“. Überreste des natürlichen Auwaldes finden sich in Aicha allerdings keine mehr.

## Verkehr
Der Ort ist durch drei Gemeindeverbindungsstraßen aus Richtung Waltendorf, Welchenberg und Kohlstatt zu erreichen. Eine wichtige Verbindung für die Ortsbewohner stellt außerdem der unbefestigte direkte Weg nach Loham dar.
An der Abzweigung zur Kreisstraße SR 34 nach Loham/Waltendorf besteht Anschluss zum öffentlichen Nahverkehr nach Straubing und Bogen.
In manchen Wintern gefriert der Lohgraben vollständig und bildet eine tragende Eisschicht. Manche Ortsbewohner nutzen dies, um per Schlittschuhen schnell zu den nahegelegenen Einkaufsmöglichkeiten im Nachbarort Loham zu gelangen.

## Wirtschaft und Gesellschaft
Außer wenigen landwirtschaftlichen Kleinbetrieben besitzt Aicha keinerlei eigene Wirtschaftsstruktur mehr. Bis in die 1970er Jahre waren vor Ort noch ein Lebensmittelgeschäft und eine Gaststätte samt Eisweiher angesiedelt. Im Zuge der Rationalisierung im Einzelhandel und der Gastronomie waren diese Betriebe jedoch nicht länger konkurrenzfähig.
Lokale Bekanntheit erlangte der kleine Ort als wiederholter Drehort der bayerischen Comedygruppe Woidboyz.